# Nokia Lumia 830

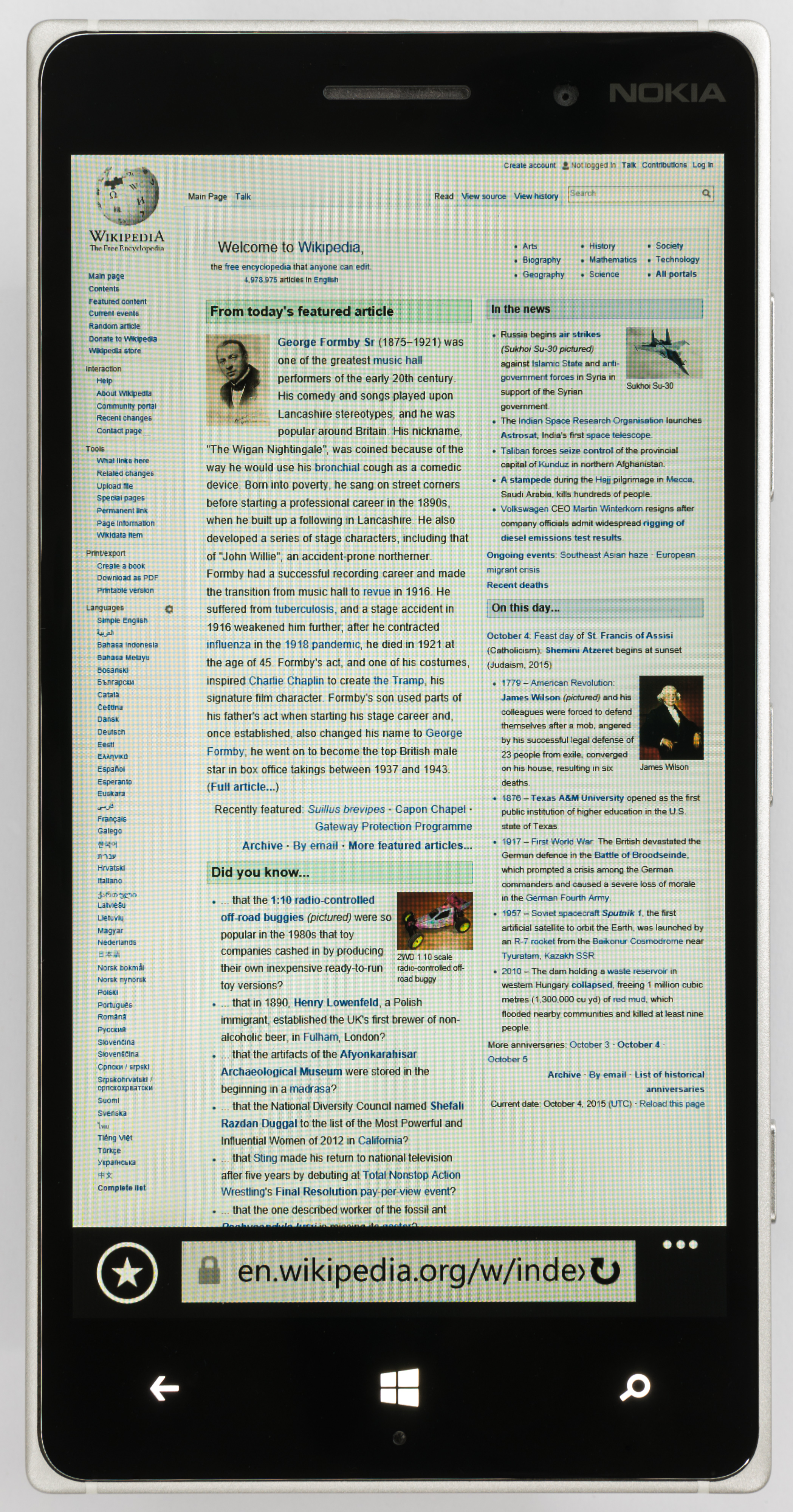
Nokia Lumia 830

El Lumia 830 es uno de los primeros terminales que Microsoft lanzó tras la adquisición de la división de dispositivos de Nokia, es el llamado "Buque Insignia asequible" y se inspira en el diseño del Nokia Lumia 930.
En su lanzamiento ya incorpora la nueva versión del sistema operativo Windows Phone 8.1 junto con la actualización Denim, exclusiva para terminales Lumia.
Especificaciones:
- Windows Phone 8.1 con Lumia Denim (actualizable a Windows 10)
- Pantalla de 5 pulgadas IPS LCD con Clearblack y resolución HD de 1280×720 con 296 ppp con Corning Gorilla Glass 3
- Almacenamiento interno de 16 GB con soporte para tarjetas MicroSD de hasta 128 GB
- 1 GB de RAM LPDDR2
- Cámara de 10.1 Mpx con tecnología PureView y Flash LED con óptica Zeiss de 6 lentes, sensor de imagen con retroiluminación y estabilización óptica de la imagen
- Grabación de video 1080p a 30 fotogramas por segundo, con zoom de hasta 4 aumentos sin pérdida de calidad
- Cámara frontal Gran angular HD de 0,9 Mpx f/2.4, grabación de video HD 720
- Procesador Snapdragon 400 de cuatro núcleos Cortex-A7 a 1.2 GHz. Procesados gráfico GPU Adreno 305
- Dimensiones de 139.4 x 70.7 x 8.5 mm
- Peso 150 gramos
- Batería extraíble de 2200 mAh con soporte para carga inalámbrica
- Audio: 3 micrófonos de alto rendimiento con tecnología Rich Recording, captura de sonido envolvente (Dolby 5.1), cancelación de ruido de envío para las llamadas y grabación de video, conector AV de 3,5 mm
- Tarjeta nano SIM, Soporte 4G/LTE, NFC, sensorcore y carga inalámbrica QI integrada

El precio de lanzamiento en España ha sido anunciado por 419€ impuestos incluidos.